# Pretty Maids

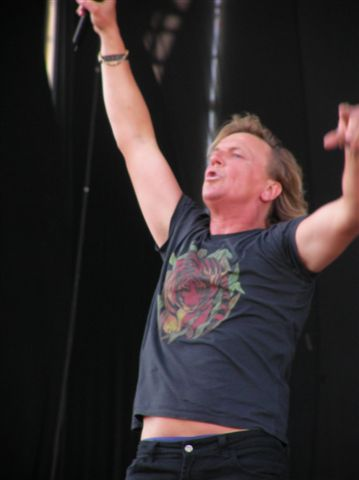
Ронни Аткинс, вокалист, автор большей части песен и один из основателей группы

Pretty Maids — датская рок-группа, основанная в 1981 году в Хорсенсе, Дания.
Стиль группы можно определить как достаточно мелодичный, с использованием клавишных, хэви-метал и пауэр-метал, несколько более мягкий, нежели у Running Wild или Helloween, но более жёсткий, чем у Europe.

## История
Группа была создана гитаристом Кеном Хаммером и вокалистом Ронни Аткинсом в 1981 году в Хорсенсе, Дания. Позднее к ним присоединились гитарист Пит Коллинз, басист Джон Дарроу, клавишник Алан Оуэн и барабанщик Фил Мурхэд.
Изначально группа занималась исполнением каверов известных рок-групп по местным клубам. Скоро этого стало недостаточно для создателей группы и они начали писать собственные песни. В 1982 году группа на собственные деньги записала демозапись и начала предлагать её звукозаписывающим компаниям. Однако в Дании никто не проявил интереса к работе группы. Впрочем, интерес проявила одна компания в Нидерландах, и они решили попытать счастья в Великобритании. В 1983 году к музыке группы проявила интерес звукозаписывающая компания Bullet Records, и группа подписала с ней контракт.
Первой ступенькой к успеху стало выступление на разогреве в августе 1983 года во время турне самих Black Sabbath по Скандинавии. Музыка группы произвела немалое впечатление на Иэна Гиллана, в то время вокалиста Black Sabbath и с его помощью четыре композиции группы начали транслироваться на BBC в программе Friday Night Rock Show.
Bullet Records в ноябре того же года выпустила EP, без изысков названный Pretty Maids. Вообще, подписание контракта с Bullet Records Ронни Аткинс назвал первой ошибкой в череде многих последующих.
«Будучи молодыми и весьма наивными детьми (нам было-то по 17-18 лет), мы просто подписали и отдали и авторские права и права на публикацию лет на 50 или около того. Если честно, никто из нас не знал и не заботился о содержании того первого контракта. Мы просто хотели записаться и выйти на путь и чем быстрее, тем лучше!»

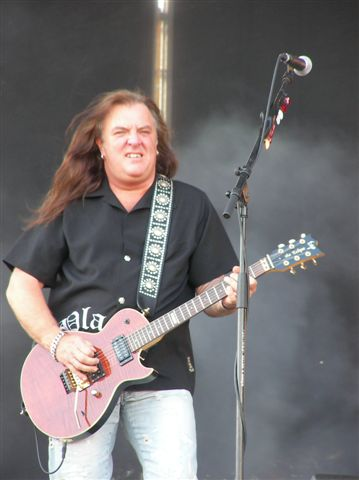
Кен Хаммер, гитарист и один из основателей группы

В декабре 1983 года группа провела турне по Великобритании, по результатам которого приобрела некоторое количество поклонников, а британская пресса объявила Pretty Maids открытием года на тяжёлой сцене.
После этого группу заметил уже гигант звукозаписывающей индустрии — CBS Records, который выкупил права у Bullet Records и с которым Pretty Maids и подписала контракт. 1984 год начался для группы выступлением в Копенгагене на разогреве у Judas Priest. Дебютный EP был перезаписан и выпущен вновь в марте 1984 года. Весной того же года в группе последовали изменения — были уволен Джон Дарроу и ушёл Пит Коллинз, а на их место соответственно приняты Аллан Делонг и Рик Ханссон.
В июне 1984 года группа закрылась в студии в Дании и затем в этом же году, в октябре в Скандинавии был выпущен дебютный полноценный альбом группы Red, Hot and Heavy, который имел достаточный успех во всей Европе (выпущен везде только весной 1985 года). В качестве гостя и сопродюсера на альбоме выступил известный блюз-рок-гитарист Билли Кросс. Группа отправилась в турне по Европе, но перед турне группу покинул Рик Ханссон, короткое время в группе играл Бенни Петерсон (ex-White Lion), а затем вернулся Пит Коллинз.
В сентябре 1985 года группа провела большое турне по Англии вместе с Saxon. Оно началось 5 и закончилось 20 сентября 1985 года, с перерывом на выступление на фестивале в Германии, а с 6 октября 1985 года почти до рождества группа гастролировала вместе с Saxon по Европе.
Работа над новым альбомом велась с осени 1985 года и к лету 1986 года музыкальный материал, включая предварительные записи, был готов, однако не было заслуженного продюсера для альбома и CBS нашла такого. Им стал Эдди Крамер, который ранее работал с такими грандами как Джими Хендрикс, Led Zeppelin и Kiss. Он настоял на производстве записи в США и в июле 1986 года группа отправилась за океан. Новый альбом записывался на Bearsville studios в Вудстоке. Бэк-вокал помог записать Грэм Боннет. Запись альбома затянулась, Эдди Крамер, частично записав альбом, перестал работать с группой — представители CBS сочли, что именно из-за него процесс записи затягивается. Запись заканчивали инженеры студии. К октябрю 1986 года запись была закончена, однако, вернувшись в Данию, музыканты ещё раз прослушали альбом и сочли, что он не везде звучит так, как им хотелось бы. Все попытки привести альбом в достойный вид собственными силами и силами своего первоначального продюсера и друга Томми Хансена, окончились провалом. В окончательном сведении альбома группе помог Флемминг Расмуссен, до этого работавший с Metallica. В декабре 1986 года запись наконец была завершена, в январе 1986 года группе пришлось слетать в США дабы записать радио-версии трёх песен. К тому времени группе вновь требовался второй гитарист, так как Пит Коллинз опять покинул группу. Новым гитаристом группы стал Эйнджел Шляйфер.
В апреле 1987 года вышел второй альбом группы Future World. Он разошёлся по всему миру большим тиражом и ознаменовал приход коммерческого успеха к группе. Клипы Pretty Maids стали крутиться на MTV, группа провела свой трёхнедельный тур, затем выступала в турне с Deep Purple, была задействована на фестивале Монстры Рока в Германии совместно с Deep Purple, Metallica, Helloween, Cinderella, Dio, Ratt. Турне группы закончилось 13 августа 1987 года, группа выступала везде в Европе и даже выступила в Венгрии. Второй альбом группы продемонстрировал типичную музыку Pretty Maids — агрессивная скоростная ритмическая основа с тяжёлыми риффами в сочетании с мягкой, коммерчески успешной мелодикой. По общепризнанному мнению поклонников группы, этот альбом явился вершиной творчества группы, да и вообще входит в число лучших пауэр-метал-альбомов за всю историю стиля. После выхода альбома группа гастролировала более года.
1988 год начался для группы концертом в Копенгагене и это стало последним выступлением в группе гитариста Шляйфера, который предпочёл присоединиться к Bonfire. В марте того же года группа нашла нового гитариста: им стал Рики Маркс.
В течение лета 1988 года группа готовила материал для нового альбома и записывала демо, после чего приступила к поискам продюсера. Третий альбом группы взялся продюсировать Роджер Гловер, что уже само по себе говорило о достижении Pretty Maids известного статуса.
Группа приступила к записи альбома в марте 1989 года в Копенгагене и работала вместе с продюсером до мая 1989 года. Сессия неожиданно прервалась автокатастрофой в которой сильно пострадал барабанщик группы Фил Мурхэд. Партии ударных в студии заканчивал записывать приглашённый по совету Гловера Иэн Пейс. Окончательно альбом микшировался в США в августе 1989 года. Однако по возвращении в Данию музыканты после небольшого отдых вновь прослушали альбом и снова, как и при записи предыдущего альбома, пришли к выводу, что звук никуда не годится. Им пришлось пересводить альбом в Копенгагене, и во время этой работы клавишник Алан Оуэн заявил о своём уходе из группы: вернее, он не хотел оставаться в её постоянном составе.
Альбом Jump The Gun (в США выпущен как Lethal Heroes) был выпущен в начале 1990 года сначала в Японии, где имел громадный успех. И в силу этого, да и на волне предыдущего альбома, боссы CBS рассчитывали на грандиозный успех альбома во всём мире. Но он не состоялся. Вышедший в марте-апреле 1990 года альбом получился хуже предыдущего, что, собственно, и не удивительно, учитывая ту высокую планку, которую группа себе установила предыдущим релизом, да и звук стал более лёгким. Наконец, наступили времена популярности гранжа, в которые все хэви-метал-группы испытывали сложности.
Весной 1990 года группа провела небольшой промотур по Европе, и отправилась в своё первое настоящее турне вокруг Европы, где Pretty Maids уже была хедлайнером. В группе до турне появился новый клавишник — Доминик Гейл англ. Dominique Gale). Турне продолжалось до сентября 1990 года и затем группа отправилась в турне по Японии. После турне группа записала рождественский сингл In Santa’s Claws, а после этого Ронни Аткинс и Кен Хаммер остались вдвоём — все остальные члены группы её покинули.
Новыми членами группы стали басист Кенн Джэксон (настоящее имя Кен Якобсен, ex-White Mountain) и барабанщик Майкл «Мини» Фаст (еx-Hero и Fanny Hill).
В новом составе группа записала и выпустила альбом Sin-Decade содержащий кавер песни Джона Сайкса и Фила Линотта «Please Don’t Leave Me». Альбом имел достаточный успех и группа отправилась в гастроли по Европе и Японии. В 1993 году группа в порядке эксперимента выпустила акустический альбом Stripped.
В 1994 году (в Европе только в 1995 году) увидел свет сильный альбом Scream. Музыка группы в большей, чем ранее, степени стала основываться на мощных гитарных риффах, и альбом был очень неплохо принят публикой. Группа опять принялась за гастроли по Европе и по их окончании выпустила свой первый концертный альбом Screamin' Live.
В 1997 году группа продолжила сравнительно успешную деятельность и выпустила альбом Spooked. С тех пор группа выпустила ещё четыре студийных альбома, последний из них в 2006 году.
В октябре 2009 года группа объявила, что готовится к записи нового альбома, выход которого планируется на осень 2010 года. Он вышел в 2010 году и получил название Pandemonium. В него вошли 10 новых песен, а также один бонус-трек.
Зимой 2013 года появился новый сингл "Mother of All Lies", который вышел вместе с клипом. На своем сайте группа заявила о скором выходе нового альбома под названием "Motherland". Релиз состоялся весной 2013 года, в альбом вошли 13 новых песен. Весь 2013 год группа активно гастролировала по Европе, дав в общей сложности 43 концерта. Тур проходил по Великобритании, Германии, Норвегии, Швеции и в других странах.
Релиз следующей пластинки не заставил долго себя ждать - уже в феврале 2014 года вышел клип на новую песню "Nuclear Boomrang". Новый альбом вышел весной 2014 года и получил название "Louder Than Ever". В альбом вошли как абсолютно новые, так и старые композиции, которые были перезаписаны. Группа отправилась в большой тур по Европе.
29 августа был представлен видеоклип на новую песню "Face the World". Эта песня стала первым синглом с альбома "Kingmaker", вышедшего в ноябре 2016 года.
В феврале 2019 года увидел свет сборник "A Blast from the Past", состоящий из 12 альбомов, начиная со "Scream" и заканчивая "Alive at Least".
Альбом "Undress Your Madness" поступил в продажу в ноябре 2019 года.
Осенью 2019 года у вокалиста группы Ронни Аткинса был диагностирован рак лёгких, о чём он сам сообщил поклонникам на сайте группы.

## Состав

### Текущий состав
- Кен Хаммер (англ. Ken Hammer), настоящее имя Кеннет Хансен (англ. Kenneth Hansen), — гитара;
- Ронни Аткинс (англ. Ronnie Atkins), настоящее имя Пол Кристенсен (англ. Paul Christensen), — вокал;
- Рене Шейдс (англ. Rene Shades), настоящее имя Рене Шехич (англ. René Sehic), — бас-гитара;
- Аллан Серенсен (англ. Allan Sørensen) — ударные;
- Крис Лэйни (англ. Chris Laney) — клавишные.

### Бывшие члены группы
- Джон Дарроу (англ. John Darrow), настоящее имя Джонни Мёллер (англ. Johnny Møller), — бас-гитара (1981—1984);
- Фил Мурхэд (англ. Phil Moorhead), настоящее имя Хендрик Андерсен (англ. Henrik Andersen), — ударные (1981—1990);
- Алан Оуэн (англ. Alan Owen), настоящее имя Аллан Нильсен (англ. Allan Nielsen), — клавишные (официально 1981—1990, реально участвовал в большинстве последующих альбомов);
- Пит Коллинз (англ. Pete Collins), настоящее имя Ян Пит (англ. Jan Piete), — гитара (1982—1986);
- Рик Ханссон (англ. Rick Hansson), настоящее имя Ким Ханссен (англ. Kim Hanssen), — гитара (1983—1984);
- Аллан Делонг (англ. Allan Delong), настоящее имя Аллан Йенсен (англ. Allan Jensen), — бас-гитара (1984—1990);
- Рики Маркс (англ. Ricky Marx), настоящее имя Хенрик Марк (англ. Henrik Mark), — гитара (1988—1991);
- Майкл «Мини» Фаст (англ. Michael «Mini» Fast), — ударные (1991—2005);
- Кенн Джэксон (англ. Kenn Jackson), настоящее имя Кенн Лунд Якобсен (англ. Kenn Lund Jacobsen), — бас-гитара (1991—2010);
- Доминик Гейл (англ. Dominic Gale) — клавишные (1992, 1995, 1998, 1999);
- Хэл Патино (англ. Hal Patino) — бас-гитара (2010—2011).
- Мортен Сэнеджер (англ. Morten Sandager) - клавишные, до 2016.
- Аллан Чикайя (англ. Allan Tchicaja) - ударные, до 2017.

### Временные члены группы и сессионные музыканты
- Бенни Петересен англ. Benny Petersen — гитара (1984) (известен участием в Mercyful Fate, White Lion)
- Эйнджел Шляйфер англ. Angel Schleifer, настоящее имя Крис Герхард англ. Chris Gerhard (известен участием в Bonfire)
- Хенрик Нильссон англ. Henrik Hilsson — клавишные (1993)
- Ян Мёллер англ. Jan Møller — клавишные (1997, 2001—2004)
- Йорген Торуп англ. Jørgen Thorup — клавишные (2000) (известен участием в Shu-Bi-Dua)
- Рене Шэдес англ. René Shades, настоящее имя Рене Зехич англ. René Sehic — гитара (2004)
- Якоб Тротнер англ. Jacob Troutner — клавишные (2004)

## Дискография
| Название                                                  | Вид                                                         | Год  | Страна выпуска |
| --------------------------------------------------------- | ----------------------------------------------------------- | ---- | -------------- |
| Demo                                                      | демозапись на кассете                                       | 1982 | Дания          |
| Heavy Metal                                               | демозапись на кассете                                       | 1983 | Дания          |
| Pretty Maids                                              | EP (винил)                                                  | 1983 | Великобритания |
| Pretty Maids                                              | EP (CD)                                                     | 1984 | Австрия        |
| Pretty Maids                                              | EP (CD)                                                     | 1984 | Япония         |
| Red, Hot and Heavy                                        | CD                                                          | 1984 | Австрия        |
| Red, Hot and Heavy                                        | CD                                                          | 1984 | Япония         |
| Red, Hot and Heavy                                        | CC                                                          | 1984 | Тайвань        |
| Red, Hot and Heavy                                        | 12" сингл (винил)                                           | 1985 | Австрия        |
| Future World                                              | CD                                                          | 1987 | Дания          |
| Future World                                              | LP                                                          | 1987 | США            |
| Future World                                              | CC                                                          | 1987 | Тайвань        |
| Future World                                              | промо-CD                                                    | 1987 | США            |
| Future World/Loud 'n' Proud/Needles In The…/ Yellow Rain  | 12" промосингл                                              | 1987 | США            |
| Love Games                                                | 7" сингл (винил)                                            | 1987 | Дания          |
| Love Games                                                | 7" промосингл (винил)                                       | 1987 | Нидерланды     |
| Love Games                                                | 12" сингл (винил)                                           | 1987 | Дания          |
| Future World                                              | 7" сингл (винил)                                            | 1987 | Дания          |
| Pretty Maids/Quiet Riot                                   | промосборник (винил)                                        | 1990 | Италия         |
| Jump the Gun                                              | CD                                                          | 1990 | Дания          |
| Jump the Gun                                              | CD                                                          | 1990 | Япония         |
| Jump the Gun                                              | CC                                                          | 1990 | Тайвань        |
| Lethal Heroes                                             | CD                                                          | 1990 | США            |
| Savage Heart                                              | 7" сингл (винил)                                            | 1990 | Австрия        |
| Savage Heart                                              | 3" сингл CD                                                 | 1990 | Австрия        |
| Young Blood                                               | 7" сингл (винил)                                            | 1990 | Австрия        |
| Young Blood                                               | 3" сингл CD                                                 | 1990 | Австрия        |
| Don’t Seattle for Less                                    | 3" сингл CD                                                 | 1990 | Япония         |
| In Santa´s Claws                                          | CD — рождественский сингл                                   | 1990 | Дания          |
| In Santa´s Claws                                          | CD — рождественский сингл                                   | 1990 | Япония         |
| Sin-Decade                                                | CD                                                          | 1992 | Дания          |
| Sin-Decade                                                | CD                                                          | 1992 | Япония         |
| Sin-Decade                                                | CC                                                          | 1992 | Тайвань        |
| Please Don´t Leave Me                                     | 3" сингл CD                                                 | 1992 | Япония         |
| Offside                                                   | акустический сингл CD                                       | 1992 | Япония         |
| In The Minds Of The Young                                 | 3" сингл CD                                                 | 1992 | Япония         |
| Please Don´t Leave Me                                     | сингл CD                                                    | 1992 | Дания          |
| Stripped                                                  | акустический CD                                             | 1993 | Дания          |
| Stripped                                                  | акустический CD                                             | 1993 | Япония         |
| If It Ain’t Gonna Change                                  | сингл CD                                                    | 1993 | Дания          |
| Please Don´t Leave Me                                     | сингл CD                                                    | 1993 | Дания          |
| Scream                                                    | CD                                                          | 1994 | Дания          |
| Scream                                                    | CD                                                          | 1994 | Япония         |
| Scream                                                    | мини-диск                                                   | 1994 | Япония         |
| Scream                                                    | книга с гитарными табулатурами                              | 1994 | Япония         |
| Walk Away                                                 | сингл CD                                                    | 1994 | Дания          |
| Walk Away                                                 | сингл CD                                                    | 1994 | Германия       |
| Screamin' Live                                            | CD live                                                     | 1995 | Дания          |
| Screamin' Live                                            | CD live                                                     | 1995 | Япония         |
| Spooked                                                   | CD digipack                                                 | 1997 | Германия       |
| Spooked                                                   | CD                                                          | 1997 | Япония         |
| Hard Luck Woman                                           | промосингл CD                                               | 1997 | Дания          |
| Hard Luck Woman                                           | сингл CD                                                    | 1997 | Германия       |
| If It Can´t Be Love                                       | промосингл CD                                               | 1997 | Дания          |
| Nitro Blood                                               | 2CD (бутлег)                                                | 1997 | -              |
| The Best Of — Back To Back                                | CD — сборник                                                | 1998 | Дания          |
| Massacre Classics                                         | CD                                                          | 1999 | Дания          |
| Anything Worth Doing Is Worth Overdoing                   | промо-CD                                                    | 1999 | Дания          |
| Anything Worth Doing Is Worth Overdoing                   | CD                                                          | 1999 | Дания          |
| Anything Worth Doing Is Worth Overdoing                   | CD                                                          | 1999 | Германия       |
| Anything Worth Doing Is Worth Overdoing                   | CD + бонус                                                  | 1999 | Аргентина      |
| Anything Worth Doing Is Worth Overdoing                   | CD                                                          | 1999 | Япония         |
| Hell On High Heels                                        | промосингл CD                                               | 1999 | Дания          |
| Hell On High Heels                                        | сингл CD                                                    | 1999 | Япония         |
| With These Eyes                                           | сингл CD                                                    | 1999 | Дания          |
| First Cuts...And Then Some                                | сборник CD (ограниченная редакция в рождественской коробке) | 2000 | Дания          |
| First Cuts...And Then Some                                | сборник CD                                                  | 2000 | Дания          |
| First Cuts...And Then Some                                | сборник CD                                                  | 2000 | Украина        |
| Carpe Diem                                                | CD                                                          | 2000 | Дания          |
| Carpe Diem                                                | CD                                                          | 2000 | Япония         |
| Carpe Diem                                                | CD                                                          | 2000 | Украина        |
| For Once In Your Life                                     | промо-CD                                                    | 2000 | Дания          |
| Clay                                                      | сингл CD                                                    | 2000 | Дания          |
| Pretty Maids + Red Hot And Heavy                          | CD + бонус                                                  | 2000 | Россия         |
| In Santa’s Claws + Stripped                               | CD + бонус                                                  | 2002 | Россия         |
| Planet Panic                                              | CD                                                          | 2002 | Дания          |
| Planet Panic                                              | CD                                                          | 2002 | Япония         |
| Two Originals : Anything Worth Doing.. /Spooked           | 2CD                                                         | 2003 | Германия       |
| Two Originals : Carpe Diem / First Cuts And Then Some     | 2CD                                                         | 2003 | Германия       |
| Alive At Least + First Cuts And Then Some                 | 2CD live + 2 концертных видео                               | 2003 | Дания          |
| Alive At Least                                            | CD live (ограниченный выпуск)                               | 2003 | Германия       |
| Alive At Least                                            | CD live                                                     | 2003 | Германия       |
| Alive At Least                                            | CD live                                                     | 2003 | Корея          |
| Alive At Least                                            | CD live                                                     | 2003 | Россия         |
| Platinum Edition : Anything.. / Carpe Diem / Planet Panic | 3CD                                                         | 2004 | Германия       |
| Wake Up to the Real World                                 | CD                                                          | 2006 | Дания          |
| Pandemonium                                               | CD                                                          | 2010 | Дания          |
| Motherland                                                | CD                                                          | 2013 | Дания          |
| Louder Than Ever                                          | CD сборник                                                  | 2014 | Дания          |